# Волнат (Ајова)
Волнат (енгл. Walnut) град је у америчкој савезној држави Ајова. По попису становништва из 2010. у њему је живело 785 становника.

## Демографија
Према попису становништва из 2010. у граду је живело 785 становника, што је 7 (0,9%) становника више него 2000. године.
| Група             | 2000.       | 2010.       |
| Белци             | 755 (97,0%) | 753 (95,9%) |
| Афроамериканци    | 4 (0,5%)    | 8 (1,0%)    |
| Азијати           | 3 (0,4%)    | 6 (0,8%)    |
| Хиспаноамериканци | 6 (0,8%)    | 11 (1,4%)   |
| Укупно            | 778         | 785         |